# Tempel der fünf Konkubinen

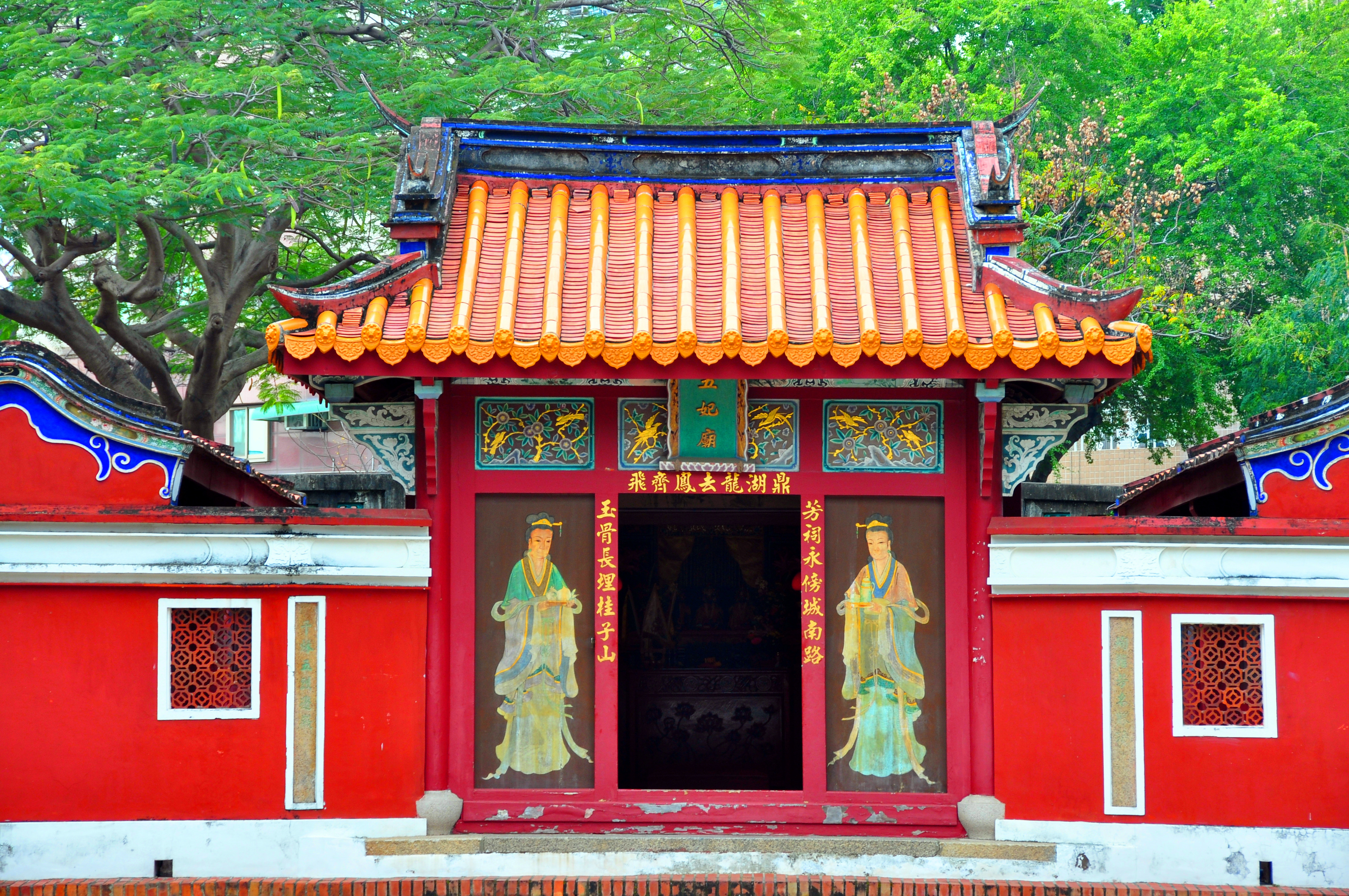
Der Eingang zum Tempel

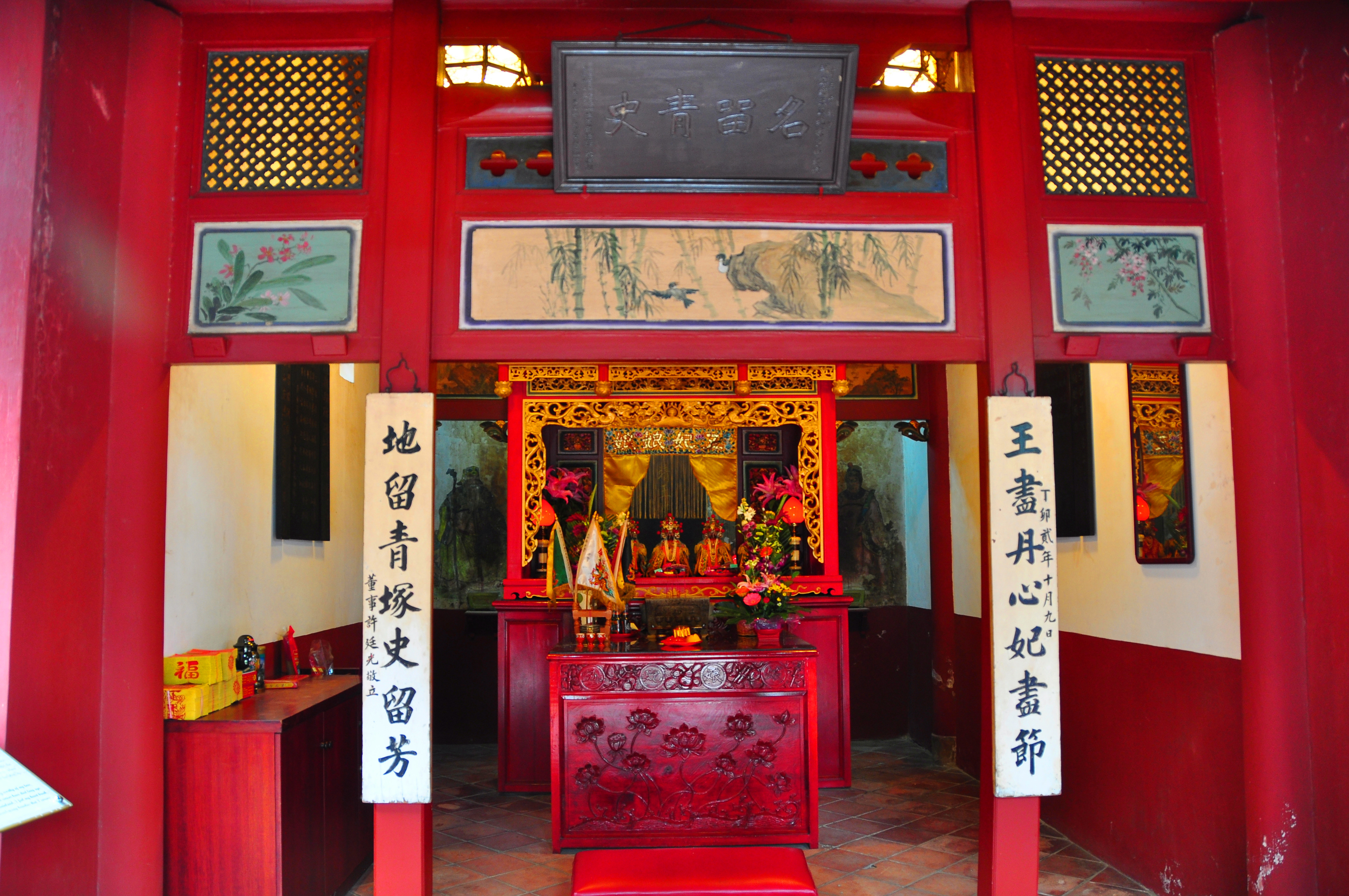
Blick auf den Altar

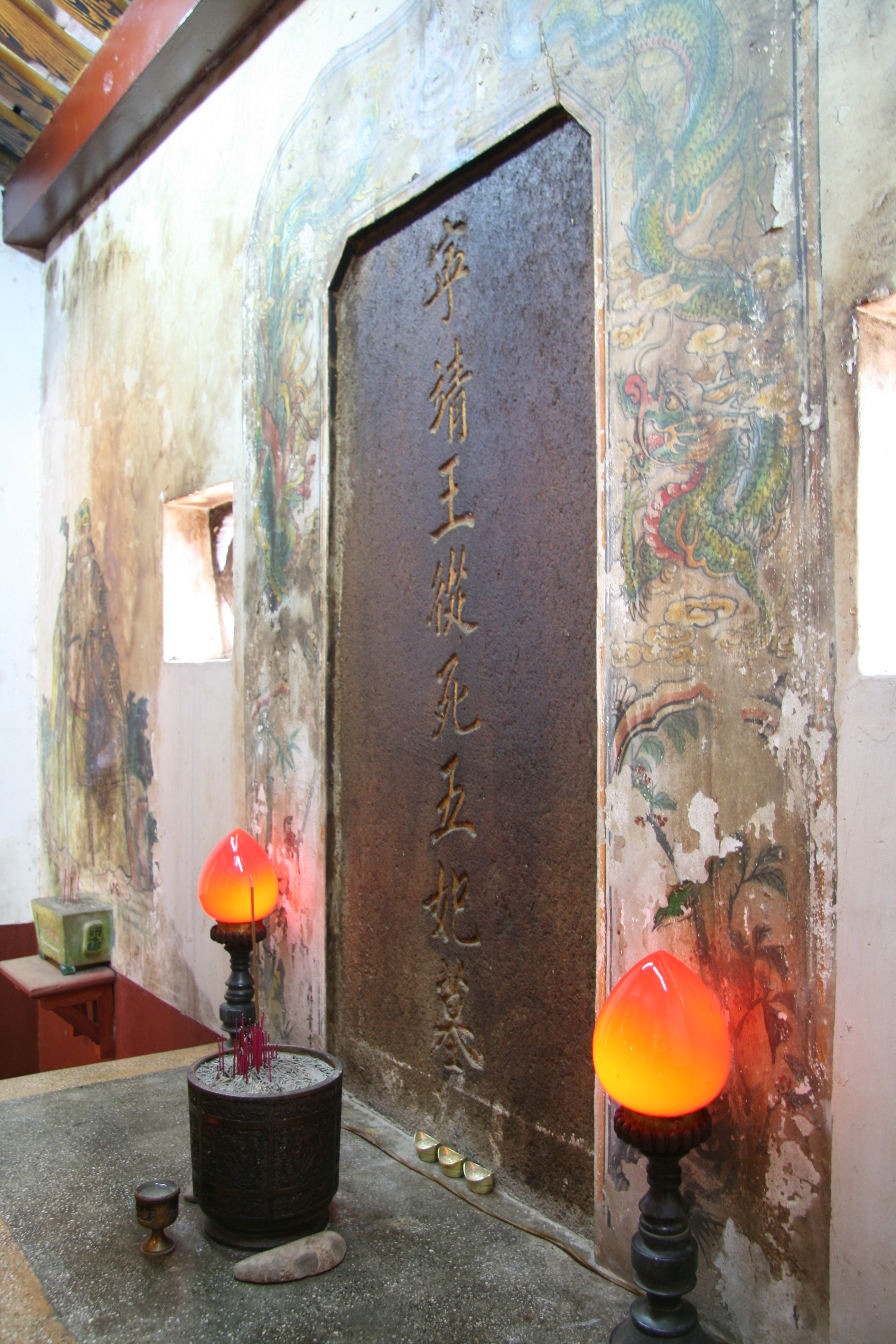
Der Grabstein

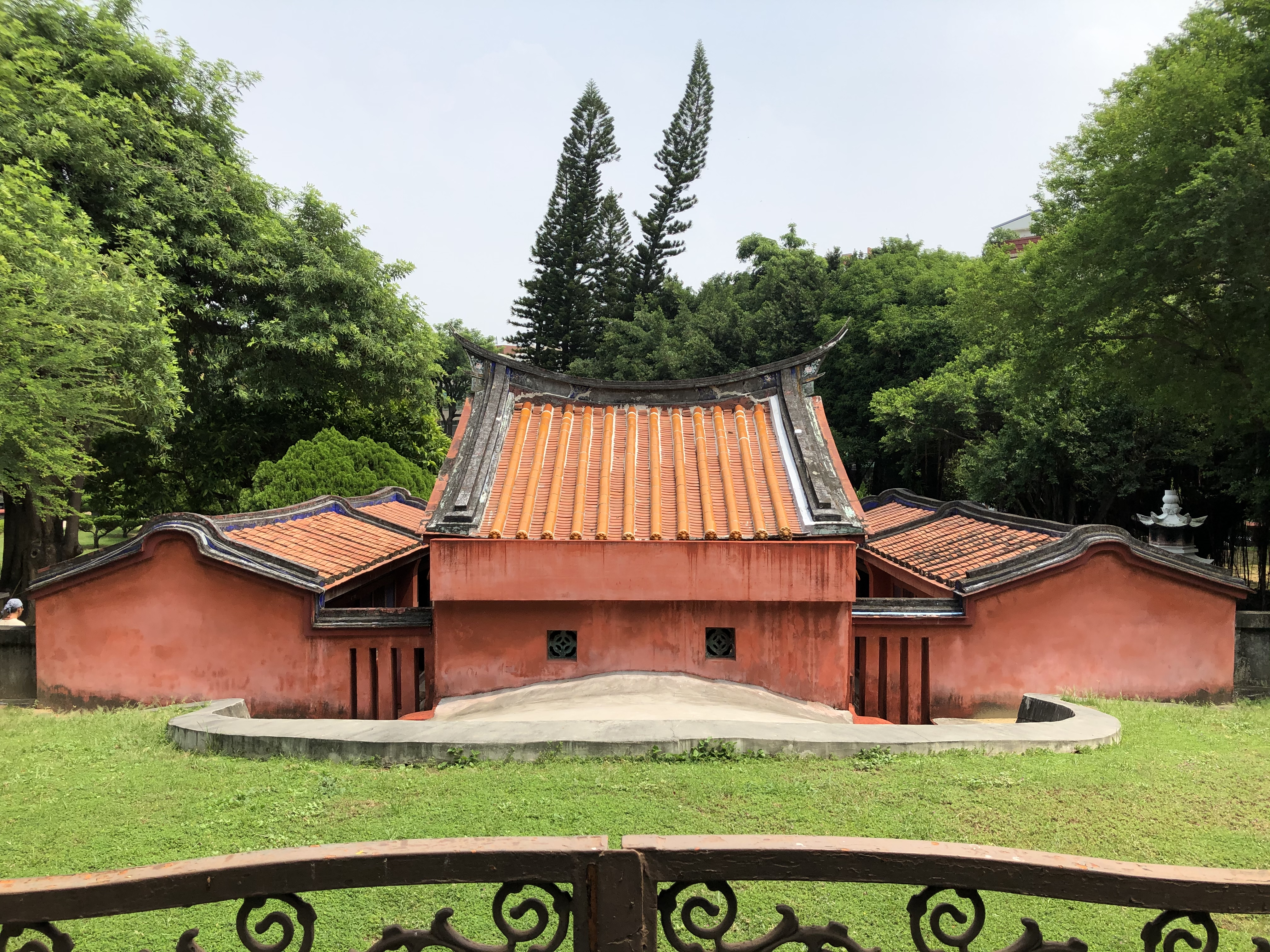
Das Grab der Konkubinen

Der Tempel der fünf Konkubinen (chinesisch 五妃廟 Wǔ Fēi Miào) ist ein Tempel und eine touristische Attraktion in der taiwanischen Stadt Tainan. Er ist den fünf Konkubinen des Ming-Prinzen Zhu Shugui gewidmet, die 1683 aus Loyalität zu ihrem Herrn Selbstmord begingen.

## Geschichte
Nach der Verdrängung der Ming- durch die Qing-Dynastie auf dem chinesischen Festland floh Zhu Shuigui, genannt Prinz Ningjing, ein Angehöriger des Ming-Kaiserhauses und Thronprätendent, im Jahr 1664 auf die Insel Taiwan, wo er im Königreich Tungning, das den Ming loyal gegenüberstand, Zuflucht fand. Zhu lebte auf einem eigenen Anwesen im Gebiet des heutigen Tainan. Im Jahr 1683 wurde Tungning durch den Qing-Feldherren Shi Lang eingenommen. Um seiner Gefangenschaft zu entgehen, beschloss Zhu, sich das Leben zu nehmen. Als er den Entschluss seinen fünf Konkubinen mitteilte, erwiderten diese: „Wir leben und sterben mit dem Prinzen“ und erhängten sich nacheinander in der Haupthalle des Anwesens. Zhu bestattete die Frauen in einem Grab am damaligen Südrand der Stadt; einige Tage später beging auch er Selbstmord.
Im Jahr 1746 restaurierten die Behörden das inzwischen verfallene Grab und errichteten bei ihm einen kleinen Tempel und einen Grabstein mit der Inschrift „Grab der fünf Konkubinen, die dem Prinzen Ningjing in den Tod folgten“. Seitdem ist die Anlage als „Tempel der fünf Konkubinen“ bekannt. Während der japanischen Herrschaft über Taiwan wurde der Tempel weiterhin gepflegt, doch gegen Ende des Zweiten Weltkriegs durch einen Luftangriff schwer beschädigt. Nach dem Krieg wurde die Anlage restauriert und am 28. Dezember 1983 in die Liste nationaler Denkmäler Taiwans aufgenommen.

## Beschreibung
Der Fünf-Konkubinen-Tempel besteht aus einer mittleren Haupthalle und zwei Seitenflügeln. Die Torflügel sind mit den Figuren zweier Hofdamen und zweier Eunuchen bemalt; letztere sind nur bei verschlossenem Tor von außen sichtbar. In der Haupthalle befindet sich der Altar mit den Figuren der als Göttinnen stilisierten Konkubinen. In der Wand hinter dem Altar befindet sich der Grabstein, flankiert von Darstellungen der Gottheiten Tudigong und Zao Jun.
Hinter dem Tempelgebäude befindet sich durch eine kleine Rasenfläche von diesem getrennt das Grab der fünf Konkubinen. Es besteht aus einem höheren Mittelteil und zwei niedrigeren Seitenflügeln und kann nur von außen besichtigt werden.

## Verkehr und Öffnungszeiten
Die Adresse des Tempels lautet 台南市中西區五妃街201號 (No. 201 Wufei Street, West Central District, Tainan City). Er ist etwa drei Kilometer vom Hauptbahnhof Tainan entfernt und kann mit den Buslinien 239, 8046 und 8050 erreicht werden. Das Gelände ist täglich von 9:00 Uhr bis 17:30 Uhr geöffnet.